# 海尔纳德凯尔奇
海尔纳德凯尔奇，是匈牙利包尔绍德-奥包乌伊-曾普伦州所辖的一个村。总面积7.41平方公里，总人口268，人口密度36.2人/平方公里（2011年1月1日）。